# Geoffrey Smith
Geoffrey Martyn Smith (* 1958 in Brisbane) ist ein anglikanischer Bischof und seit 2020 Oberhaupt der Anglican Church of Australia.

## Leben
Smith studierte anglikanische Theologie an der University of Queensland. 1982 wurde Smith zum Priester geweiht. Ab 2007 war er Assistenzbischof im Bistum Brisbane. Am 25. Juli 2017 wurde Smith als Nachfolger von Jeffrey Driver zum Erzbischof des Erzbistums Adelaide geweiht. Smith ist verheiratet und hat zwei Kinder.